# Gibbs & Cox
Gibbs & Cox est une société d'architecture navale américaine spécialisée dans la conception de navires de guerre de surface. Fondée en 1922 à New York, Gibbs & Cox a désormais son siège social à Arlington, en Virginie.
Le cabinet possède des bureaux à New York ; Washington DC ; Newport News (Virginie) ; Philadelphie (Pennsylvanie) ; et à La Nouvelle-Orléans (Louisiane).